# Anacamptis parvifolia
Anacamptis parvifolia är en orkidéart som först beskrevs av Louis Athanase Anastase Chaubard, och fick sitt nu gällande namn av H.Kretzschmar, Eccarius och Helga Dietrich. Anacamptis parvifolia ingår i släktet salepsrötter, och familjen orkidéer. Inga underarter finns listade i Catalogue of Life.